# Tabarat al-Chaszir
Tabarat al-Chaszir (arab. تبارة الخشير) – miejscowość w Syrii, w muhafazie Aleppo. W 2004 roku liczyła 
1057 mieszkańców.